# Indium(III)-bromid
Indium(III)-bromid ist eine anorganische chemische Verbindung des Indiums aus der Gruppe der Bromide.

## Gewinnung und Darstellung
Indium(III)-bromid kann durch Reaktion von Indium mit Bromdampf gewonnen werden.
{\displaystyle \mathrm {2\ In+3\ Br_{2}\longrightarrow 2\ InBr_{3}} }
Wässrige Lösungen von Indium(III)-bromid können leicht aus Indium und Bromwasserstoffsäure erhalten werden. Aus diesen scheidet sich beim Einengen oberhalb 33 °C wasserfreies Indium(III)-bromid aus. Unterhalb 33 °C bestehen Hydrate als Bodenkörper.

## Eigenschaften
Indium(III)-bromid ist ein hellgrauer Feststoff, der löslich in Wasser und Ethanol ist. Er beginnt bei 371 °C zu sublimieren. Die Verbindung kristallisiert monoklin, Raumgruppe C2/m (Raumgruppen-Nr. 12) mit den Gitterparametern a = 6,646 Å, b = 11,64 Å, c = 6,633 Å und β = 109,0°. Sie besteht aus Schichten von InBr6-Oktaedern die an drei Kanten miteinander verbunden sind.

## Verwendung
Indium(III)-bromid ist ein vielseitiger Wasser-toleranter Lewis-Säure-Katalysator. Beispiele für die Verwendung umfassen die Dithioacetalisierung von Aldehyden in nicht-wässrigen und wässrigen Medien, die Addition von Trimethylsilylcyanid zu ɑ-hetero substituierten Ketonen, die Umwandlung von Oxiranen zu Thiirane mit Kaliumthiocyanat und die Addition von Indolen zu Enonen und zu chiralen Epoxiden.